# Vello Tabur
Vello Tabur (...) è un astronomo e astrofilo australiano.
Vello Tabur è un astrofilo che ha studiato Astronomia presso il Sydney Institute for Astronomy  dell'Università di Sydney dove ha conseguito un Dottorato di ricerca nel 2011 .

## Scoperte
Ha scoperto tre comete e tre nove. Scoperte in ordine cronologico:
| Tipo di oggetto | Denominazione             | Data della scoperta | Coscopritori | Fonti |
| --------------- | ------------------------- | ------------------- | ------------ | ----- |
| cometa          | C/1996 Q1 Tabur           | 19 agosto 1996      | -            | [ 2 ] |
| cometa          | C/1997 N1 Tabur           | 2 luglio 1997       | -            | [ 3 ] |
| nova            | V4744 Sgr                 | 25 ottobre 2002     | -            | [ 4 ] |
| nova            | V2573 Oph                 | 10 luglio 2003      | Akira Takao  | [ 5 ] |
| nova            | DZ Cru (Nova Crucis 2003) | 20 agosto 2003      | -            | [ 6 ] |
| cometa          | C/2003 T3 Tabur           | 14 ottobre 2003     | -            | [ 7 ] |

## Pubblicazioni
Tabur ha scritto numerosi articoli anche a livello professionale, tra i quali ci sono:
- Period and chemical evolution of SC stars [8]
- Hipparcos calibration of the tip of the Red Giant Branch [9]
- Long-term photometry and periods for 261 nearby pulsating M giants [10]
- Period-luminosity relations of pulsating M giants in the solar neighbourhood and the Magellanic Clouds[11]

## Riconoscimenti
Nel 1998 ha ricevuto l'Astral Award . Nel 2001 e nel 2004 gli è stato assegnato il JM Nebulous Award . Nel 2004 ha ricevuto l'Edgar Wilson Award .